# Saint-Jean-de-Bournay
Saint-Jean-de-Bournay é uma comuna francesa na região administrativa de Auvérnia-Ródano-Alpes, no departamento de Isère. Estende-se por uma área de 26,87 km². Em 2010 a comuna tinha 4 680 habitantes (densidade: 174,2 hab./km²).